# Peri Baumeister

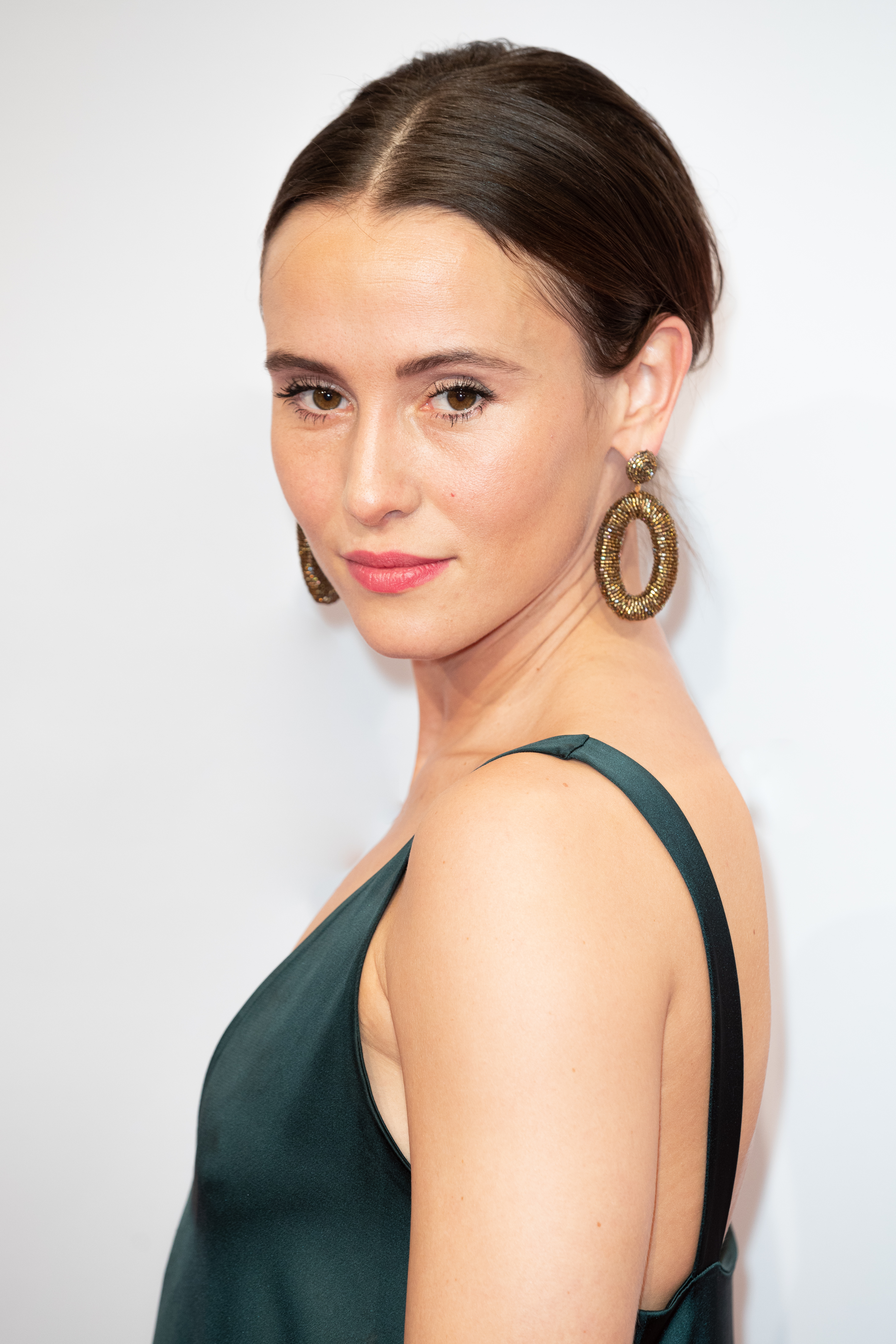
Peri Baumeister, 2019

Peri Baumeister (* 1986 in Berlin) ist eine deutsche Schauspielerin.

## Leben
Baumeister ist die Tochter des Schauspielers Edwin Noël-Baumeister und der Kulturmanagerin Judith Schäfer-Schuller. Ihre Halbgeschwister Muriel Baumeister und Lukas B. Amberger sind ebenfalls Schauspieler. Von 2007 bis 2011 studierte Peri Baumeister Schauspiel an der Bayerischen Theaterakademie August Everding in München. Noch während dieser Zeit stand sie in Bühneninszenierungen von Lars von Triers Dogville und Manderlay unter der Regie von Jochen Schölch am Münchner Metropol Theater auf der Bühne. In ihrem dritten Studienjahr erhielt sie die Hauptrolle der Grete Trakl in dem Kinofilm Tabu – Es ist die Seele ein Fremdes auf Erden an der Seite von Lars Eidinger. Für dieses Kinodebüt wurde sie 2012 beim Filmfestival Max Ophüls Preis als beste Nachwuchsdarstellerin ausgezeichnet. Danach hatte Baumeister eine Hauptrolle in Oliver Ziegenbalgs Bestsellerverfilmung Russendisko. Für ihre Rolle im Gesellschaftsdrama Männertreu unter der Regie von Hermine Huntgeburth wurde sie beim Preis der Deutschen Akademie für Fernsehen als beste Nebendarstellerin nominiert. Im norwegischen TV-Sechsteiler Saboteure im Eis – Operation Schweres Wasser (Kampen om tungtvannet) über Hitlers Versuche, eine Atombombe zu entwickeln, spielte sie die Gattin des Physikers Werner Heisenberg.
Peri Baumeister beteiligte sich im April 2021 zusammen mit rund 50 weiteren Schauspielern an der Initiative #allesdichtmachen.
Sie hat eine Tochter und lebt in Berlin.

## Filmografie (Auswahl)

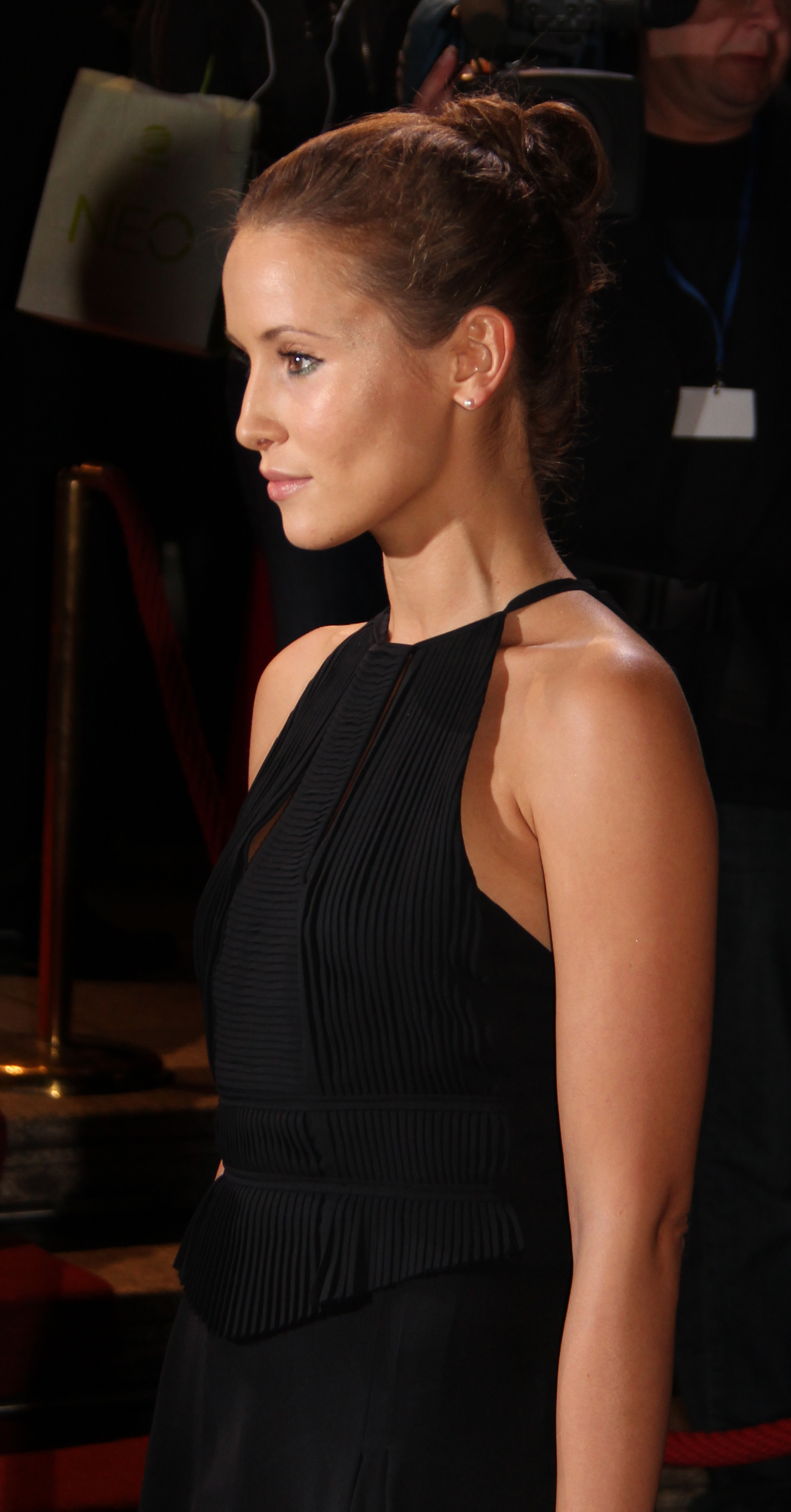
Peri Baumeister, 2012

- 2011: Tabu – Es ist die Seele ein Fremdes auf Erden
- 2012: Russendisko
- 2012: Tatort – Borowski und der stille Gast (Fernsehreihe)
- 2013: Ein weites Herz – Schicksalsjahre einer deutschen Familie
- 2013: Feuchtgebiete
- 2014: Irre sind männlich
- 2014: Männertreu (Fernsehfilm)
- 2015: Halbe Brüder
- 2015: Blochin – Die Lebenden und die Toten (Miniserie, Folge 1x02)
- 2015: Der Kriminalist – Treu bis in den Tod (Fernsehserie)
- 2015: Saboteure im Eis – Operation Schweres Wasser (Kampen om tungtvannet, Miniserie)
- 2015: Herbe Mischung (Fernsehfilm)
- 2016: Ein starkes Team: Nathalie (Fernsehreihe)
- 2016: Oregon Pine
- 2016: Unsere Zeit ist jetzt
- 2016: Die Chefin – Abrechnung (Fernsehreihe)
- 2016: Schwarzach 23 und die Jagd nach dem Mordsfinger (Fernsehfilm)
- 2017–2018: The Last Kingdom (Fernsehserie, 9 Folgen)
- 2018: Charlotte Link – Die Betrogene (Fernsehreihe)
- 2018: Liliane Susewind – Ein tierisches Abenteuer
- 2018: Mackie Messer – Brechts Dreigroschenfilm
- 2019: Die Neue Zeit (Fernsehserie, Folge 1x06)
- 2019: Skylines (Fernsehserie, 6 Folgen)
- 2019: Péitruss
- 2020: 9 Tage wach (Fernsehfilm)
- 2021:	Blood Red Sky
- 2022: Liebesdings
- 2022: Neuland (Fernsehserie, 6 Folgen)
- 2023: Schlafende Hunde (Fernsehserie, 6 Folgen)
- 2024: Das Signal (Fernsehserie, 4 Folgen)
- 2024: Sieger sein (Kinofilm)
- 2025: Tatort: Im Wahn (Fernsehreihe)
- 2025: Eine bessere Welt (Fernsehfilm)

## Auszeichnungen
- 2012: Max-Ophüls-Preis als Beste Nachwuchsdarstellerin für Tabu – Es ist die Seele ein Fremdes auf Erden
- 2014: Nominierung für den Preis der Deutsche Akademie für Fernsehen als Beste Darstellerin in einer Nebenrolle für Männertreu
- 2015: Nominierung für den Jupiter-Award als Beste Darstellerin für Irre sind männlich
- 2019: Grimme-Preis für Skylines
- 2023: Grimme-Preis für Neuland
- 2024: Nominierung für den Jupiter-Award als Beste Darstellerin national für Schlafende Hunde